# Cascate di Trollhättan
Le cascate di Trollhättan sono delle cascate formate dal fiume Göta (Göta älv) in Svezia.
Le cascate iniziano al ponte di Malgö situato al centro della città di Trollhättan e hanno un'altezza di 32 metri, che costituiscono la maggior parte del dislivello totale di 44 metri del fiume tra il lago Vänern e il Kattegat. Prima della costruzione delle centrali elettriche, la portata delle cascate era di 900 m³/s e si estendevano fino a Olidehålan, dove la parte inferiore delle cascate era chiamata Helvetesfallet ("cascate dell'inferno").
Attualmente il fiume viene fatto scorrere nel suo percorso originario solo in occasioni speciali, ad esempio per regolare il livello dell'acqua del lago Vänern o come attrazione turistica in occasione dei Fallens dagar ("i giorni delle cascate"), che si celebrano il terzo venerdi di luglio di ogni anno. La portata allora è 300 m³/s.
Nel resto dell'anno le cascate sono utilizzate nelle centrali elettriche di Håjum e Olidan, costruite sulla riva orientale del fiume.